# Ulster Rugby
Ulster Rugby és un equip professional de rugbi a 15 irlandès, amb base a la província de l'Ulster, que participa en la Magners League. El club disputa els seus partits a la ciutat de Belfast, a l'estadi Ravenhill Stadium.

## Palmarès
- Magners League :
  - Campió: 2006 (1)
- Copa d'Europa de rugbi a 15 :
  - Campió: 1999 (1)

## Jugadors emblemàtics
- Stephen Ferris
- Rory Best
- Ian Humphreys
- Tom Court
- Andrew Trimble